# شاتو-برهن
شاتو-برهن (به فرانسوی: Château-Bréhain) یک کمون در فرانسه است که در Canton of Delme واقع شده‌است.

## خصوصیات
شاتو-برهن ۶٫۱۱ کیلومترمربع مساحت و ۸۲ نفر جمعیت دارد و ۲۴۰ متر بالاتر از سطح دریا واقع شده‌است.